# سيلفا العملاق
باولو سيزار دا سيلفا (بالبرتغالية: Giant Silva‏) (مواليد 21 يوليو 1963) لاعب منتخب البرازيل الوطني لكرة السلة، ولاعب فنون قتالية مختلطة ومصارع محترف عرف باسم جاينت سيلفا وصف في عام 2014 بكونه سادس أطول مصارع محترف في التاريخ.

## سجل فنون القتال المختلطة
| النتيجة | السجل | الخصم          | الطريقة                         | الحدث                         | التاريخ         | الجولة | الوقت | المكان           | الملاحظات |
| ------- | ----- | -------------- | ------------------------------- | ----------------------------- | --------------- | ------ | ----- | ---------------- | --------- |
| Win     | 2–6   | أكيبونو تارو   | Submission (kimura)             | كي-1 بريميوم 2006 ديناميت !!  | ديسمبر 31, 2006 | 1      | 1:02  | أوساكا, اليابان  |           |
| Loss    | 1–6   | إيكوهيسا مينوا | TKO (knees)                     | برايد - بوشيدو 10             | أبريل 2, 2006   | 1      | 2:33  | طوكيو, اليابان   |           |
| Loss    | 1–5   | جيمس تومسون    | TKO (soccer kicks)              | برايد شوك ويف 2005            | ديسمبر 31, 2005 | 1      | 1:28  | سايتاما, اليابان |           |
| Loss    | 1–4   | تشوي مو باي    | Submission (arm-triangle choke) | برايد شوك ويف 2004            | ديسمبر 31, 2004 | 1      | 5:47  | سايتاما, اليابان |           |
| Loss    | 1–3   | تاكاشي سوجيورا | TKO (punches)                   | برايد - بوشيدو 4              | يوليو 19, 2004  | 1      | 2:35  | ناغويا, اليابان  |           |
| Loss    | 1–2   | ناويا أوغاوا   | TKO (punches)                   | PRIDE Critical Countdown 2004 | يونيو 20, 2004  | 1      | 3:29  | سايتاما, اليابان |           |
| Win     | 1–1   | سنتوريو هنري   | Submission (kimura)             | PRIDE Total Elimination 2004  | أبريل 25, 2004  | 1      | 4:04  | سايتاما, اليابان |           |
| Loss    | 0–1   | جوستين هيرنغ   | Submission (rear-naked choke)   | برايد شوك ويف 2003            | ديسمبر 31, 2003 | 3      | 0:35  | سايتاما, اليابان |           |

## روابط خارجية
- سيلفا العملاق على موقع الاتحاد الدولي لكرة السلة (الإنجليزية)
- سيلفا العملاق على موقع كرة السلة الأوروبية.كوم (الإنجليزية)
- سيلفا العملاق على موقع ريلجم (الإنجليزية)
- سيلفا العملاق على موقع سبورتس رفرنس (الإنجليزية)
- سيلفا العملاق على موقع شيردوغ (الإنجليزية)
- سيلفا العملاق على موقع Tapology.com (الإنجليزية)
- سيلفا العملاق على موقع WrestlingData.com (الإنجليزية)
- سيلفا العملاق على موقع CageMatch worker (الإنجليزية)
- سيلفا العملاق على موقع قاعدة بيانات المصارعة على الإنترنت (الإنجليزية)
- سيلفا العملاق على موقع عالم المصارعة على الإنترنت (الإنجليزية)
- سيلفا العملاق على موقع عالم المصارعة على الإنترنت (الإنجليزية)